# 駄賃馬稼

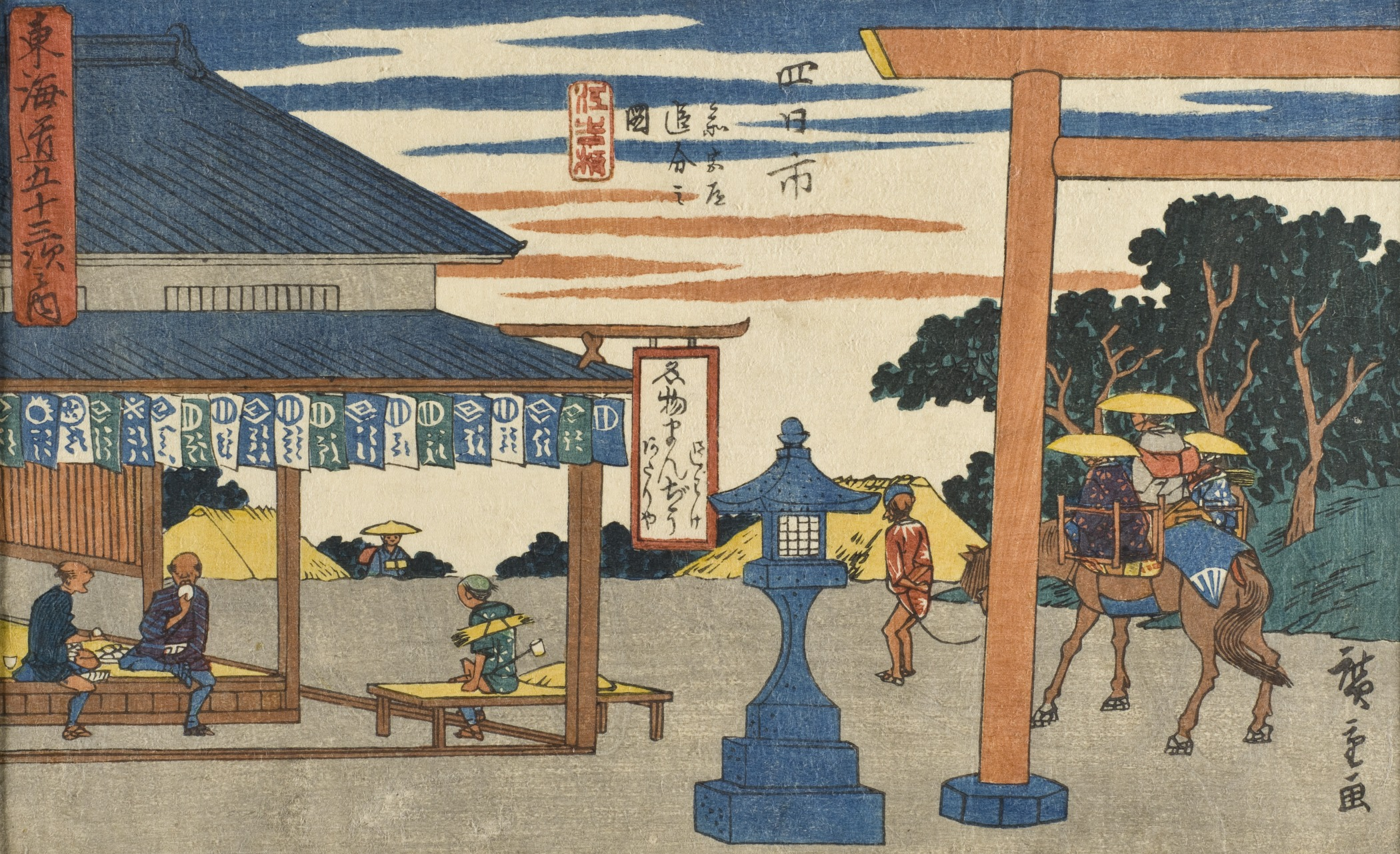
馬による人の輸送（右）

駄賃馬稼（だちんうまかせぎ）とは、近代以前の日本において馬の背中に貨物や人を乗せて輸送に従事する職業のこと。この職業に従事する人を馬借（ばしゃく）あるいは馬子（まご）、使用された馬を駄馬（だば）あるいは稼馬（かせぎうま）・荷馬（にうま）、輸送料金を駄賃（だちん）と称した。

## 歴史
日本では古くから馬は重要な輸送手段であった。壬申の乱で挙兵した大海人皇子が菟田評家において、伊勢国から大津京に向けて米を運ぶ馬50頭を連れた行列に出会った皇子は、その荷を下ろさせて馬を軍馬として徴発した。これは当時の政権が大規模な輸送を行う能力を持っていたことを裏付けている（この徴発によって反乱軍を率いる皇子側は軍馬を確保するとともに、結果的には敵の本拠である大津京への兵糧搬入を妨害したことにもなった）。
律令制においては、国司が郡司・富豪などの地方の有力者の馬を駄賃と引換に徴発して年貢を都に運ばせるのが主であったが、やがて東国においては、これらの荷の運搬と安全を請け負う僦馬（しゅうめ）と呼ばれる職業的に輸送に従事する集団が現れた。後に他の地域でも農閑期の農耕馬の活用のために輸送に従事した農民などが輸送を専業としていく例が増加することになる。
鎌倉時代に入ると、畿内においても商業の活発化により馬借と呼ばれる輸送集団が現れるようになり、室町時代には大和国八木（現在の奈良県橿原市）に馬借の座が形成されたほか、各地に同様の職業が広まっていった。戦国時代には戦国大名が自らの輸送・通信手段を確保するために、輸送業者に対して伝馬や小荷駄などの義務を課して、それと引換に駄賃馬稼の許可を与えるようになった。

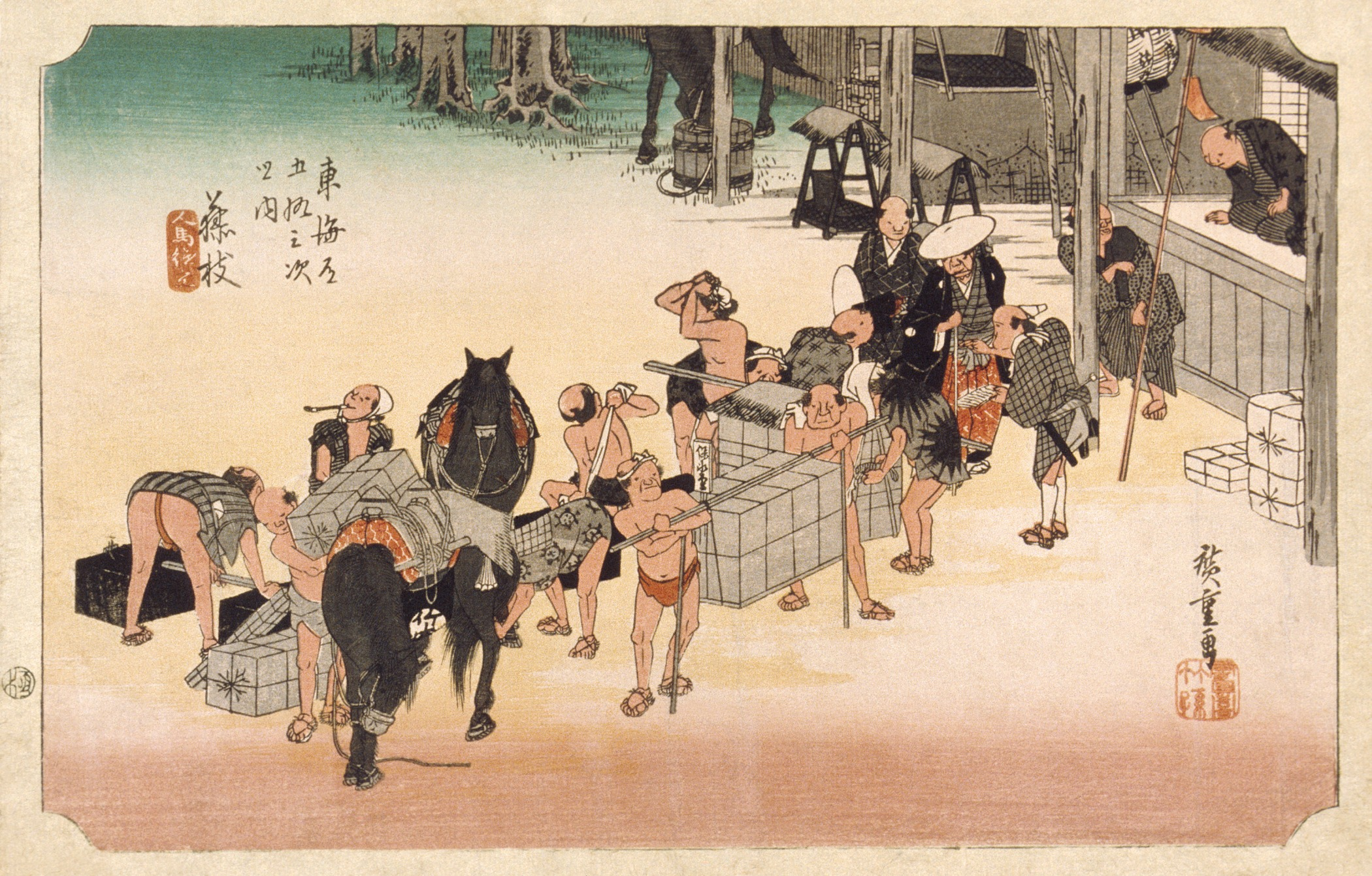
藤枝宿での積荷の載せ替え

江戸時代に入ると、江戸幕府（幕府においては慶長7年（1602年）と正徳元年（1711年））や諸藩が公定駄賃を定めて悪質な業者の排除に乗り出した他、近隣の業者が連携して輸送の効率化を図った。
明治時代に入っても、依然として馬による輸送が重視されて「陸運会社」の結成が新政府によって奨励されたが、やがて鉄道の整備に伴って衰微の道をたどってゆくことになった。
明治期の状況に関しては、イザベラ・バードの記録『日本奥地紀行』に女馬子に関する記述が見られ、山路が酷くて馬が数回滑って倒れたことを挙げ、日本政府に対して、「イギリスから装甲軍艦を買って国を疲弊させるより立派な道路を作る方が物流の観点から富国につながるだろう」とする旨の記述がある。
軍隊での兵站輸送の手段としては第二次世界大戦まで世界各国で残っており、第二次世界大戦で馬による兵站輸送を行わなかったのはアメリカ軍ぐらいしかない。

## 備考

### 駄馬
近代以前において馬は最も重要な輸送手段であったから、優れた馬（駿馬）は軍事や行政用として用いられるのが常であり、輸送に用いられた駄馬は人を乗せて早く走らせることの出来ない質の良くない馬であった。このため、転じて質の悪い下等の馬の事を一般に「駄馬」と呼ぶようになった。

### 駄賃
その昔、馬子が離れた町の問屋などの依頼によって輸送をする荷物を依頼主のもとまで取りに行く際に、途中において他者の荷物の輸送を引き受けて駄賃を受けることによって小銭を稼ぐことがしばしば行われた。このため、転じて子供の買い物など簡単な雑用と引換に貰う小銭のことを「（お）駄賃」と呼ぶようになった。

### 馬子
この職業の担い手は決して身分の高い人ではなく、仕事を行う際の服装も綺麗でなかった。これから転じて＂どんなに低身分な人でも身なりを整えればきれいに見えるものだ＂、＂見た目が良いからといっても中身がそれに伴ってるとは限らない＂という意味で「馬子にも衣装」という諺が現代にも残っている。ただ、現代には駄賃馬稼の職業はまず存在しないため、馬子を同じ読みの漢字に置換えた「孫にも衣装」と勘違いしている人がいるが、これは存在しない諺で全くの誤り。類句としては「猿にも衣装」。対句としては「公卿にもつづれ」